# Ferruccio Busoni
Ferruccio Dante Michelangelo Benvenuto Busoni (født 1. april 1866, død 27. juli 1924) var en italiensk komponist, pianist, musikteoretiker og forfatter. Busoni blev anset for en af sin samtids største pianister, og hans egne kompositioner nyder betydelig respekt, men har aldrig rigtigt opnået interesse hos et større publikum. Han er kendt for sine klaverbearbejdelser af især Johann Sebastian Bachs værker.
- Wikimedia Commons har flere filer relateret til Ferruccio Busoni